# Sherifstjerne (mobning)
Sherifstjerne er en typisk form for mobning, der simpelt går ud på at nive og dreje i offerets brystvorter.
I Danmark blev sherifstjernen udbredt efter en reklame fra Sonofon hvor Polle fra Snave fik sherifstjerner. Fænomenet bredte sig i skolerne og en 12-årig pige fra Horsens blev alvorligt syg som følge af denne "spøg" og hun blev indlagt med brystbetændelse på Horsens Sygehus.
Administrerende direktør i Sonofon, Ulrik Bülow, udtalte om sagen:
| Citat | Det er meget uheldigt og selvfølgelig ikke intentionen med reklamen. Det er kommet bag på os, at en vittighed kan udløse sådan noget. Jeg kan på ingen måde lide mistanken om, at vi skulle være med til at starte sådan noget. De tre afsnit med 'sherifstjerner' er færdigvist, og der er ikke skrevet flere 'sherifstjerner' ind i den kommende føljeton om Polle. | Citat |
|       | |       |

Radio- og tv-nævnet forlangte scenen fjernet fra reklamen og med den begrundelse, at den ville tilskynde til voldshandlinger og gav det indtyk at mobning var ok.